# Machimus nilgiriensis
Machimus nilgiriensis är en tvåvingeart som beskrevs av Parui och Joseph 1994. Machimus nilgiriensis ingår i släktet Machimus och familjen rovflugor. Inga underarter finns listade i Catalogue of Life.